# Река в овраге Суходол
Безымянная река в овраге Суходол — река в России, протекает по Оренбургской области.

## География и гидрология
Река — правобережный приток реки Мочегай, её устье находится в 81 километре от устья реки Мочегай (окрестности села Мартыновка). Общая протяжённость реки — 10 километров.
Вода реки в конечном итоге попадает в Самару, приток Волги и далее попадает в Каспийское море, не имеющее сообщения с мировым океаном.

## Данные водного реестра
По данным государственного водного реестра России относится к Нижневолжскому бассейновому округу, водохозяйственный участок реки — Большой Кинель от истока и до устья, без реки Кутулук от истока до Кутулукского гидроузла. Речной бассейн реки — Волга от верхнего Куйбышевского водохранилища до впадения в Каспий.
Код объекта в государственном водном реестре — 11010000812112100007893.